# Lamprecht von Brunn

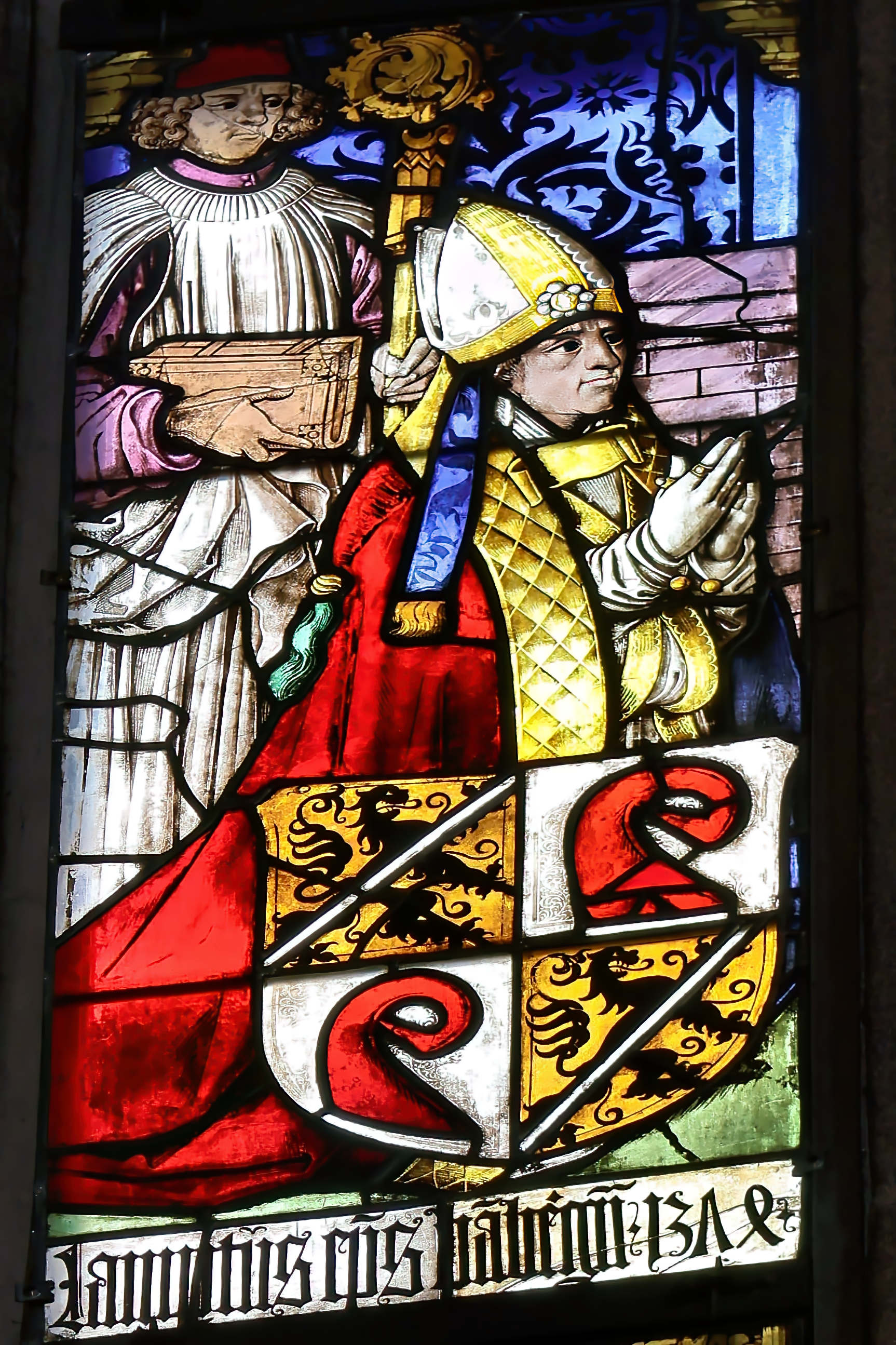
Darstellung Lamprechts im Bamberger Fenster von St. Sebald in Nürnberg, Arbeit von Albrecht Dürer und Veit Hirschvogel (1501/02)

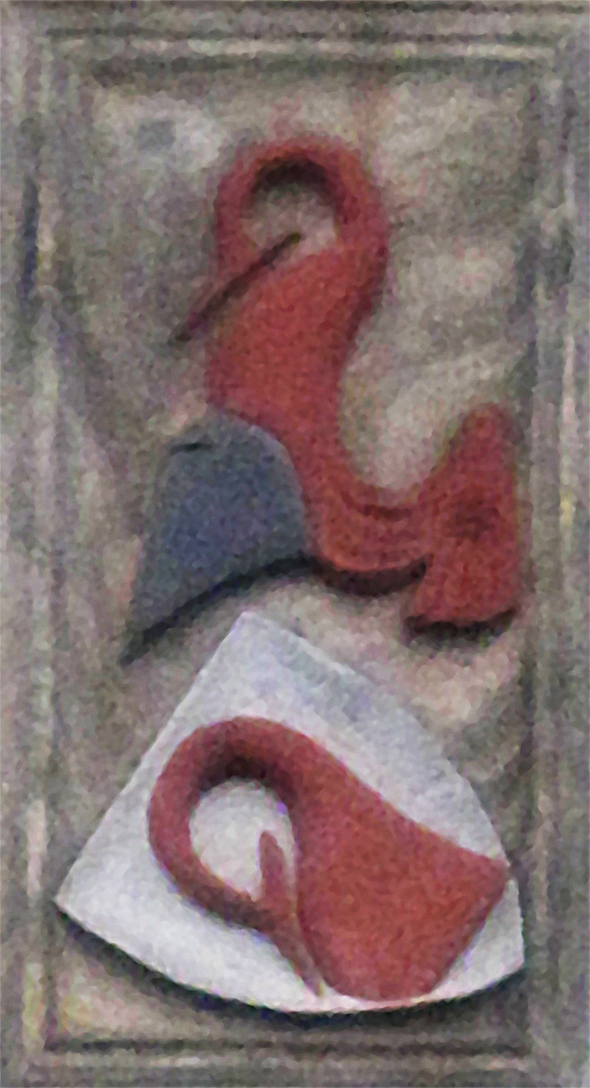
Wappen des Bischofs Lamprecht von Brunn an der Außenwand der Burg Forchheim

Lamprecht von Brunn (französisch Lambert de Buren; * um 1320/1330 im Elsass; † 17. Juli 1399 in Forchheim) war von 1374 bis 1398/1399 Fürstbischof des Hochstiftes Bamberg. Lamprecht war Bischof von Brixen, Speyer, Straßburg und Bamberg. Als Bischof, Diplomat, Finanzmann und Berater des Kaisers gilt er als einflussreiche Person in der deutschen Politik.

## Leben

### Lamprecht von Brunn im Familienkontext
Lamprecht von Brunn stammte aus dem Norden des Elsass. Über das niederadelige Geschlecht der Familie von Brunn fehlen noch nähere Angaben, der Stammsitz war vermutlich nahe Niederbronn-les-Bains. Lamprecht wird in der Literatur auch als Lambert, Lampert oder Lambrecht  und  gelegentlich mit dem Beinamen „Kaldenacht“ bezeichnet. Er verdankte seine Karriere weniger dem Ansehen seiner Familie, sondern eher seinen persönlichen Anstrengungen und Fähigkeiten. In Speyer und in Bamberg versorgte er verschiedene Angehörige mit wichtigen Posten, so auch seinen Neffen, den späteren Bischof von Würzburg Johann II. von Brunn.

### Karriere
Ab 1354 war Lamprecht Abt des Klosters Gengenbach im Schwarzwald, das zum Hochstift Bamberg gehörte. 1363–1364 wurde Lamprecht zusätzlich Bischof von Brixen, 1364–1371 war er Bischof von Speyer und 1371–1374 Bischof von Straßburg. Erst mit dem Amtsantritt in Bamberg legte er seine Würde als Abt von Gengenbach nieder. In Speyer musste er sich zunächst mit dem ursprünglich gewählten Domdekan Eberhard von Randeck einigen, bevor er sein Amt 1365 antreten konnte.

### Bamberger Zeit
Zur Zeit der Ernennung Lamprechts von Brunn zum Fürstbischof von Bamberg war Gregor XI. Papst und Karl IV. Kaiser. Lamprecht war enger Berater Karls IV. und später Kanzler von dessen Sohn, dem König Wenzel dem Faulen.
Lamprecht zeichnete sich gegenüber seinen Nachbarn durch eine nachhaltige Friedenspolitik aus. Die Sicherung des Landfriedens stellte ein gemeinsames Ziel dar. Bündnisse gab es nicht, ausgenommen mit dem Hochstift Würzburg und der Burggrafschaft Nürnberg sowie auch mit den Wettinern in Meißen und Thüringen, den Grafen von Schwarzburg und dem Herzog Albrecht von Österreich zur Sicherung der Besitzungen in Kärnten.
Das einzige Kartäuserkloster wurde 1381 in Nürnberg gegründet. Im Jahre 1395 gründete er außerdem das Elisabethen-Spital in Scheßlitz und stiftete ihm seine Bibliothek. Erhebliche Bautätigkeiten lassen sich bei der Burg Forchheim nachweisen. Die in der Burg erhaltenen gotischen Wandmalereien aus der Zeit um 1390/99 sind von großer kunsthistorischer Bedeutung.
1390 beendete Lamprecht einen langandauernden Erbrechtsstreit mit den Grafen von Truhendingen um die Giechburg und erwarb Besitz etwa im Umfang des östlichen Landkreises Bamberg. Neben weiteren Gebietserwerbungen vom Kloster Langheim war dies die letzte deutliche Vergrößerung des Hochstiftes Bamberg.
Er führte neue Abgaben ein, namentlich den Bierpfennig, der noch nach Jahrhunderten der Lambertiner hieß.
Im Januar 1399 verzichtete er auf sein Amt und starb wenige Monate später.

## Wappen
Das fürstbischöfliche Wappen ist üblicherweise geviert. Die Felder des Wappenschildes führen nach Hans Ammerich für die Zeit als Bischof von Speyer im Wechsel das Familienwappen derer von Brunn und das Wappen des Bistums Speyer, ein silbernes Kreuz auf blauem Grund. Für das Familienwappen sind zwei Varianten bekannt: Die erste zeigt einen roten Angelhaken (?) auf Silber. Die zweite ist ein Querbalken auf Silber. Dabei sind in der oberen Hälfte zwei, in der unteren Hälfte eine rote Lilie.
Die Wappen der Städte Scheßlitz und Höchstadt an der Aisch erinnern an Lamprecht als Bamberger Fürstbischof.

Wappen der Stadt Scheßlitz
Wappen der Stadt Höchstadt an der Aisch